# Kesun glandulosa
Kesun glandulosa är en ringmaskart som först beskrevs av McIntosh 1879.  Kesun glandulosa ingår i släktet Kesun och familjen Opheliidae.
Artens utbredningsområde är havet kring Nya Zeeland. Inga underarter finns listade i Catalogue of Life.